# Woodland Hills (Los Angeles)
Woodland Hills is een wijk van Los Angeles in de Verenigde Staten.
Woodland Hills ligt in het zuidwesten van de San Fernando Valley en grenst in het westen aan Calabasas, in het oosten aan Tarzana, in het noorden aan West Hills, Canoga Park en Winnetka alsook Topanga in het zuiden. Door de wijk loopt van oost naar west de U.S. Route 101 en de Ventura Boulevard.
Volgens de census van 2000 heeft Woodland Hills 67.006 inwoners, waarvan 79,9% blanken, 6,97% Aziatische Amerikanen, 0,13% afkomstig van eilanden in de Grote Oceaan, 3,34% Afro-Amerikanen, 0,33% inheemse Amerikanen, 4,80% van overige afkomst en 4,52% van twee of meer rassen.
In Woodland Hills is de hoogste temperatuur van het gebied gemeten, namelijk 49 graden Celsius in 2006.

## Overleden
- Buster Keaton (1895-1966), acteur
- Wendell Corey (1914-1968), acteur
- Maude Fealy (1883-1971), actrice
- Bruce Cabot (1904-1972), acteur